# Maghera
Maghera (irl. Machaire Rátha) – miasto w Irlandii Północnej w hrabstwie Londonderry. W 2001 roku liczyło 3711 mieszkańców.